# Споменик природе Стабло јасике
Споменик природе „Стабло јасике“ се налази на катастарској општини Бајчина, на територији општине Подујево, на Косову и Метохији. Стабло јасике је проглашено за споменик културе 1997. године.
Стабло има изразите естетске вредности, лепу, широку и гранату крошњу. Посебно се истичу њене изразите димензије дебла у којој само унутар створеној шупљини има простора око 5 m². Даље на висини од 2,70 m је створен плато који има димензију око 6 m², одакле скоро одвојено се издижу три гране (стабла) које су великих димензија. Висина стабла је 25 мetar. Јасика се налази у долни реке Лаб, на њеној десној обали у непосредној близини корита реке.

## Решење - акт о оснивању
Одлука о заштити споменика природе Стабло јасике I-01 бр. 34 - СО Подујево. Службени лист АП Косова и Метохије број 6/1997.